# Conversation sacrée Del Pugliese

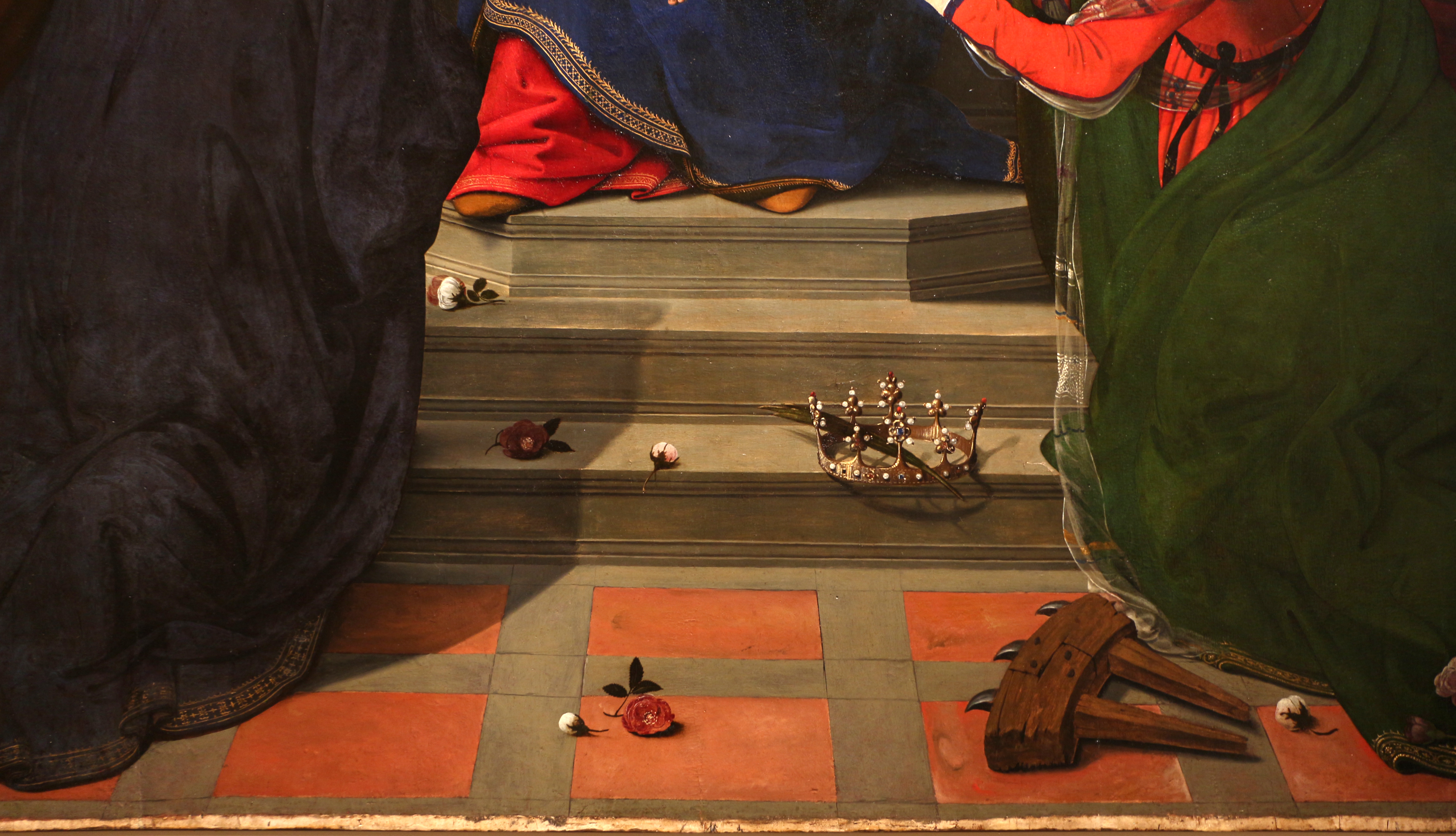
Détail.

La Conversation sacrée Del Pugliese (en italien : Sacra conversazione Del Pugliese ; ou encore Madonna con Bambino in trono con san Pietro, san Giovanni Evangelista, santa Rosa da Viterbo, santa Caterina d'Alessandria e angeli) est une peinture à l'huile sur panneau de bois (203 x 197 cm) de Piero di Cosimo, datant d'environ 1493 et conservée dans le musée de l'hôpital des Innocents à Florence.

## Histoire
L'œuvre a été vue par Vasari dans la chapelle Del Pugliese de l'église de Santa Maria degli Innocenti à Florence, il est donc très probable qu'elle ait été commandée par Piero Del Pugliese, client fréquent de Piero di Cosimo et d'autres artistes de l'époque.
La chronologie est incertaine. Traditionnellement, elle se réfère à 1493, mais Freedberg l'a récemment déplacé au début du XVIe siècle, à proximité d'œuvres telles que L'Incarnation du Christ des Offices, qui montre une influence de Lorenzo di Credi ; après tout, la datation du panneau des Offices est également incertaine, se référant traditionnellement à une période tardive,  1505-1506, mais que de nouvelles études tendent à avancer vers 1490.

## Description et style
L'œuvre est une conversation sacrée avec une approche traditionnelle, la Vierge à l'Enfant assise sur un trône décoré au centre et une série d'anges et de saints sur les côtés, disposés selon un motif pyramidal. Bien que plus chargée, l'œuvre fait référence à l'exemple de Domenico Ghirlandaio, avec une utilisation rigoureuse de la perspective (bien visible dans le sol carrelé), une attention « flamande » aux détails (dans les objets au premier plan) et à l'agrément du paysage, astucieusement aménagé avec deux collines vallonnées sur les côtés et un lac s'ouvrant au centre.
Les saints représentés sont, de gauche à droite, Pierre, Rose de Viterbe agenouillée, Catherine d'Alexandrie agenouillée et Jean l'Évangéliste.
L'imagination de Piero di Cosimo, et l'un des éléments les plus appréciés de son art, se manifeste dans la décoration ornée du trône. On y voit un petit dais au-dessus de la tête de Marie et un fronton avec des volutes sculptées, mais le plus surprenant est la tête d'ange sculpté au centre qui se confond avec les deux anges vivants sur les côtés, qui maintiennent les bords du drap.